# Bandyportfölj

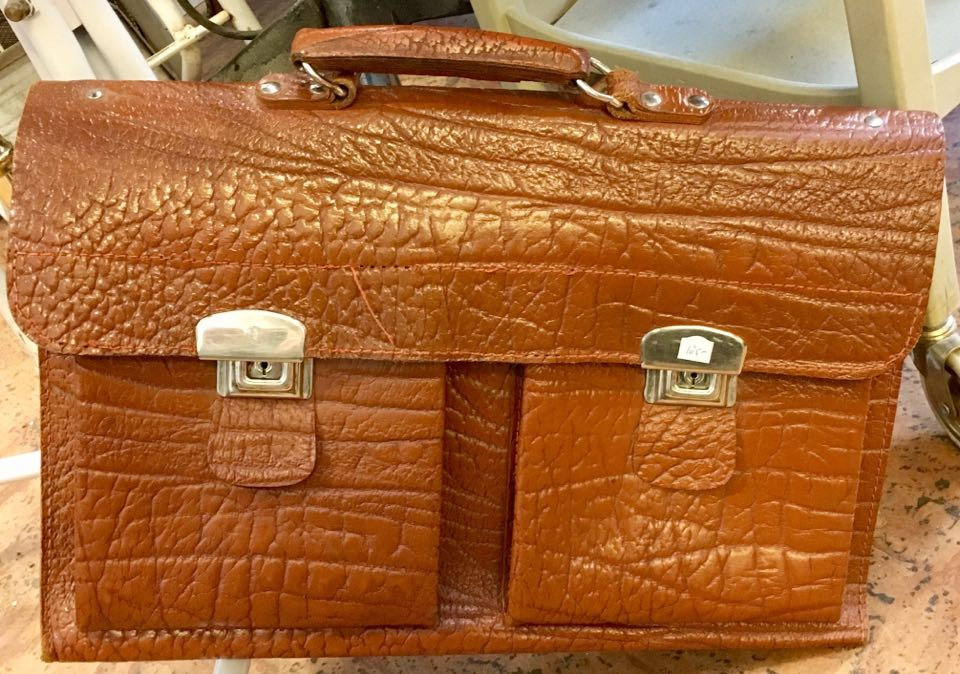
Typisk bandyportfölj.

Bandyportfölj är ett inslag i svensk bandys supporterkultur. Det är en portfölj med termos med varm dryck, till exempel glögg eller kaffe som ofta är spetsad med alkohol.
Bandyportföljen var ett etablerat inslag på 1950-talet och kanske även tidigare. Trots att väskorna ofta har innehållit alkohol har de accepterats på läktarna. I samband med att arenorna fått serveringstillstånd för alkohol har de börjat förbjudas, dels av affärsmässiga skäl men även av tillståndsskäl.
En ljusbrun dokumentportfölj av strukturerat skinn med två ytterfickor kallas ofta "bandyportfölj" vid försäljning eftersom modellen varit vanlig hos bandysupportrar.
År 2013 grundades en tidskrift som specialiserade sig på bandy och den fick namnet Magasinet Bandyportföljen. Tidningen har initierat priset Guldportföljen till de bästa spelarna i bandyns elitserie. Priset delas ut av elitseriens tränare och lagkaptener.